# Кил ле Рош
Кил ле Рош (фр. Culles-les-Roches) насеље је и општина у источном делу централне Француске у региону Бургоња, у департману Саона и Лоара која припада префектури Шалон сир Саон.
По подацима из 2011. године у општини је живело 195 становника, а густина насељености је износила 21,91 становника/km². Општина се простире на површини од 8,9 km². Налази се на средњој надморској висини од 400 метара (максималној 446 m, а минималној 236 m).

## Демографија
| 1962. | 1968. | 1975. | 1982. | 1990. | 1999. | 2011. |
| ----- | ----- | ----- | ----- | ----- | ----- | ----- |
| 179   | 184   | 178   | 179   | 173   | 193   | 195   |

График промене броја становника у току последњих година